# Stade San Cristóbal
Le stade San Cristóbal (espagnol : Estadio San Cristóbal) est un stade de football basé à David au Panama. L'enceinte d'une capacité de 2 500 places accueille les matchs de l'Atlético Chiriquí.